# بیکولوو (شهرستان چیشمینسکی، باشقیرستان)
بیکولوو (انگلیسی: Bikkulovo, Chishminsky District, Republic of Bashkortostan) یک شهرک در شهرستان چیشمینسکی در استان باشقیرستان کشور روسیه است.